# Japanische Gebärdensprachen
Zu den Japanischen Gebärdensprachen zählen die folgenden drei Gebärdensprachen:
- Japanese Sign Language (JSL)
  - Korean Sign Language (KSL)
  - Taiwanese Sign Language (TSL)

Zwischen den Sprachen gibt es nahezu keine Verständigungsprobleme.
In einigen abgeschotteten Gebieten haben sich lokale Gebärdensprachen wie z. B. die Koniya Sign Language in Amami Ōshima und die Miyakubo Sign Language in Miyakubo (Ehime, Japan) entwickelt.

## Geschichte
Die erste Gehörlosenschule in Japan wurde 1878 in Kyoto eröffnet. 1880 wurde dann auch in Tokio eine Gehörlosenschule eröffnet. Anfangs unterschied sich der Lehrplan in beiden Schulen. 1908 kam es dann bei einem Symposium zur Ausbildung von Hörgeschädigten zu einer Standardisierung und war für die Entwicklung der Japanese Sign Language mitverantwortlich.
Der Einfluss der Japanese Sign Language in der Taiwanese Sign Language und Korean Sign Language hängt mit der ehemaligen kolonialen Präsenz Japans in Taiwan und Korea zusammen. In dieser Zeit wurden von Japan dort Gehörlosenschulen gegründet und schickte Lehrer aus japanischen Gehörlosenschulen dorthin. Laut Ethnologue wurde seit 1889 in Korea die Gebärdensprache von der Gesellschaft genutzt und seit 1908 in Schulen. Ab 1895 wurde mit der Gründung von zwei Schulen im Norden und Süden auch die Gebärdensprache in Taiwan genutzt.

## Funktionale Marker
Die Gebärdensprachen sind untereinander verständlich. Die TSL hat ungefähr 60 % des Vokabulars von der JSL und haben, wie die KSL auch, die gleichen grammatischen Merkmale.
Ein einzigartiges Merkmal dieser drei Sprachen ist beispielsweise die Kodierung des Geschlechts. Die Gebärden mit Daumen weisen auf ein männliches Geschlecht und die Gebärden mit kleinem Finger weisen auf ein weibliches Geschlecht hin.